# Meeting Arona Pruebas Combinadas 2024
Meeting Arona Pruebas Combinadas 2024, właśc. Meeting Internacional Arona-Tenerife 2024 – 13. edycja mityngu lekkoatletycznego w wielobojach, który odbył się 11 i 12 maja w Aronie w Hiszpanii. Zawody były zaliczane do cyklu World Athletics Combined Events Tour Gold w sezonie 2024.

## Wyniki
| WL – najlepszy wynik na listach światowych w sezonie \| NR – rekord kraju \| PB – rekord życiowy \| SB – najlepszy wynik w sezonie |

| Konkurencja:           | 1. miejsce    | Rezultat     | 2. miejsce     | Rezultat     | 3. miejsce   | Rezultat     |
| Dziesięciobój mężczyzn | Malik Diakité | 8037 pkt. SB | Jeff Tesselaar | 8035 pkt. PB | Lewis Church | 7742 pkt. SB |
| Siedmiobój kobiet      | Élisa Pineau  | 6020 pkt. SB | Kate O’Connor  | 6009 pkt.    | Lydia Boll   | 5911 pkt. SB |